# Arturo Charles
Arturo Charles – trener piłkarski z Bonaire.

## Kariera trenerska
Od 2010 do 2012 roku prowadził narodową reprezentację Bonaire.